# Automatic level control
Pour les articles homonymes, voir ALC.

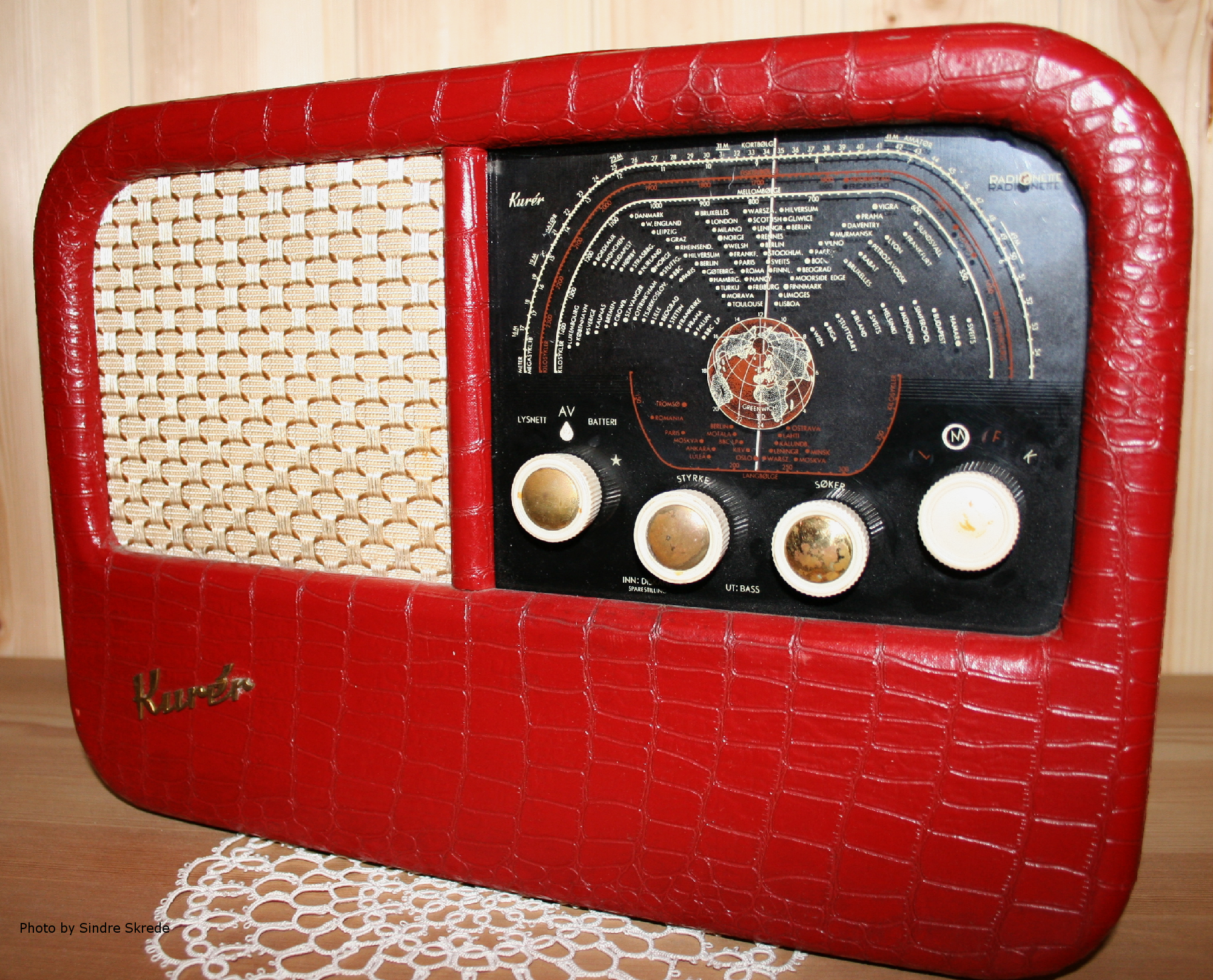
La commande automatique de gain est notamment utilisée dans les récepteurs radio

L' Automatic level control ou ALC ou Automatic Gain Control ou AGC (en français CAG pour commande automatique de gain) désigne une famille de circuit électronique permettant la gestion automatique du gain d'un amplificateur. Il s'utilise principalement en radio ou en audio afin d'éviter une saturation de la sortie et/ou de garder constant le niveau de sortie.

## Sources
1. ↑  Olivier Pilloud, Le Radio-Amateur, Préparation à l'examen technique, manuel de référence, 3ème édition, Paris, Editions TECHNIP, août 2007, 540 p. (ISBN 978-2-7108-0902-9, lire en ligne), Chapitre 23.3.4 Commande automatique de gain